# Laura Fazliu
Laura Fazliu (ur. 28 września 2000) – kosowska judoczka. Brązowa medalistka olimpijska z Paryża 2024, w wadze półśredniej.
Brązowa medalistka mistrzostw świata w 2024 i 2025; siódma w 2023; uczestniczka zawodów w 2021 i 2022. Startowała w Pucharze Świata w 2021. Srebrna medalistka mistrzostw Europy w 2022 i brązowa w 2023; piąta w 2021. Wygrała igrzyska śródziemnomorskie w 2022 i piąta w 2018. Druga na Uniwersjadzie w 2025. Trzecia na MŚ juniorek w 2019 roku.

## Letnie Igrzyska Olimpijskie 2024
| Konkurencja | Eliminacje        | Eliminacje                  | Repasaże                            | Finały                  | Klas. końcowa |
| Konkurencja | Przeciwnik I      | 1/4                         | Przeciwnik I                        | o 3 miejsce             | Miejsce       |
| ----------- | ----------------- | --------------------------- | ----------------------------------- | ----------------------- | ------------- |
| 63 kg       | Tang Jing (CHN) Z | Clarisse Agbegnenou (FRA) P | Catherine Beauchemin-Pinard (CAN) Z | Katarina Krišto (CRO) Z | 3.            |